# Klein-Waardenburg-Syndrom
Das Klein-Waardenburg-Syndrom ist eine sehr seltene angeborene Form des Waardenburg-Syndromes mit den Hauptmerkmalen Innenohrschwerhörigkeit, Pigmentanomalien, Gesichtsdysmorphie und zusätzlicher Fehlbildung der Gliedmaßen.
Synonyme sind: Waardenburg-Klein-Syndrom; van-der-Hoeve-Waardenburg-Klein-Syndrom; Waardenburg-Syndrom Typ III; Waardenburg-Syndrom Typ 3 (WS3); Klein-Syndrom; Waardenburg-Syndrom mit Extremitätenanomalien; englisch White forelock (poliosis) syndrome with multiple congenital malformations
Die Namensbezeichnungen beziehen sich auf den Autor der Erstbeschreibung aus dem Jahre 1947 und 1950 durch den Genfer Humangenetiker und Augenarzt David Klein (1908–1993) sowie aus dem Jahre 1951 durch Petrus Johannes Waardenburg.
Bereits aus dem Jahre 1913 stammt eine Beschreibung von Jan van der Hoeve.

## Verbreitung
Die Häufigkeit wird mit 1–2/100.000 angegeben, die Vererbung erfolgt autosomal-dominant.

## Ursache
Der Erkrankung liegen heterozygote oder homozygote Mutationen im PAX3-Gen auf Chromosom 2 Genort q36.1 zugrunde.

## Klinische Erscheinungen
Klinische Kriterien sind:
- Skelettfehlbildungen des Armes mit Hypoplasie, Beugekontraktur, Verschmelzung von Handwurzelknochen, Syndaktylien
- sensorineurale Schwerhörigkeit bis Innenohrtaubheit
- Pigmentierungsstörungen der Iris (Iris-Heterochromie), der Haare und der Haut, Piebaldismus
- leichte Gesichtsdysmorphie wie PseudoHypertelorismus, lateralverlagerte innere Augenwinkel und Tränenpunkte (Dystopia canthorum), Hyperplasie der Augenbrauen medial mit Synophrys, auch der knöchernen Nasenanteile, Kiefer-Zahnstellungsanomalien
- Minderwuchs
- Brachyzephalie
- Übersichtigkeit
- Behaarungsanomalien mit tiefer Stirnhaargrenze

Eine leichtere Ausprägung wird auch als „Mende-Syndrom“ bezeichnet.
Homozygote Formen sind stärker betroffen als heterozygote.

## Diagnose
Die Diagnose ergibt sich aus den klinischen Befunden und kann durch Nachweis der Mutation bestätigt werden.

## Therapie
Bislang ist lediglich eine symptomatische Behandlung möglich. Der Verlauf ist sehr unterschiedlich.